# Poręba (Rączki)
Poręba – przysiółek wsi Rączki w Polsce, położony w województwie świętokrzyskim, w powiecie włoszczowskim, w gminie Kluczewsko.
W latach 1975–1998 przysiółek administracyjnie należał do województwa piotrkowskiego.